# 子安秀明
子安秀明（日语：／ Koyasu Hideaki，1978年—），日本男編劇、小說家。SATZ所屬。他於《GJ部》和《空罐少女！》負責劇本統籌之後，擔任過《輕鬆百合》、《Love Live！》等名作的編劇。其原著小說《Lance N' Masques》改編成動畫之後，同時兼任動畫版的編劇與劇本統籌。

## 來歷、人物
出身於群馬縣。千葉大學文學院史學系畢業。

## 作品列表

### 小說

#### 原著
- （2005年，〈富士見Fantasia文庫〉，富士見書房／KADOKAWA）
- Lance N' Masques，（插圖：茨乃、編輯：Studio五組，2013年－2018年，全9冊，〈Pony Canyon BOOKS〉，Pony Canyon）
- （2013年，〈Super Dash文庫〉，集英社）
- 雙燕之空（插圖：Erichin，2014年，〈招財貓文庫〉，白泉社）

#### 衍生小說
- 草莓100%（原作：河下水希，2004年，〈JUMP j-BOOKS（日语：ジャンプ ジェイ ブックス）〉，集英社）
- Mr.FULLSWING（原作：鈴木信也，2005年，〈JUMP j-BOOKS〉，集英社）
- 家庭教師HITMAN REBORN！隱藏彈，全5冊（原作：天野明，2007年－2011年，〈JUMP j-BOOKS〉，集英社）
- 元素高手（動畫原案：伊藤和典、動畫劇本統籌：荒川稔久、共著：星希代子，2009年，〈JUMP j-BOOKS〉，集英社）
- 偵探歌劇少女福爾摩斯 ～overture～（企劃、原作：Project MILKY HOLMES，2010年，〈電擊文庫〉，ASCII Media Works／KADOKAWA）
- 烏龍派出所 THE MOVIE 封鎖勝鬨橋！（原作：秋本治、編劇：森下佳子，2011年，〈JUMP j-BOOKS〉，集英社）
- 元氣少女緣結神（原作：鈴木Julietta，2015年，花與夢 Comics Special·花與夢小說，白泉社）

### 編劇

#### 動畫
粗體字表示劇本統籌作品。
2001年
- 花右京女侍隊

2003年
- 青檸色之戰奇譚

2005年
- 學園快樂七福神 ～The 電視漫畫～（日语：はっぴぃセブン）

2006年
- 夜明前的琉璃色 ～Crescent Love～

2007年
- 櫻花大戰 New York·紐約（日语：サクラ大戦 ニューヨーク・紐育）
- 南家三姊妹

2008年
- 今天的五年二班

2009年
- 空罐少女！

2010年
- 超元氣3姊妹

2011年
- 超元氣3姊妹 增量中！
- 妖怪少爺 ～千年魔京～
- 輕鬆百合

2012年
- 輕鬆百合♪♪
- Campione 弒神者！～不順從之神與弒神的魔王～

2013年
- GJ部
- Love Live！
- 戀愛研究所

2014年
- GJ部@
- 生存遊戲社

2015年
- 靈感少女
- 干物妹！小埋
- Lance N' Masques[注 1][2]

2016年
- 三者三葉[注 2][3]

2017年
- 廢天使加百列

2018年
- 三麗鷗男子
- 搖曳莊的幽奈小姐[4]
- 我家的女僕有夠煩！

#### 廣播劇CD
2006年
- 豔女醫生旻老師（日语：エン女医あきら先生）
- 女生愛女生

2007年
- 薔薇少女

2009年
- 咲-Saki-

2011年
- LoveLive！（2011年—）

#### 漫畫
2007年
- 狗Hunting（負責構成）
- 紅 kure-nai（—2012年，負責編劇）

2013年
- 妖怪少爺（負責第25冊番外篇1、2的劇情）
- 公家武者 松平信平（負責第1冊劇本）

2015年
- Lance N' Masques -inside plus-（負責單行本第1冊原作)

#### 遊戲
2010年
- 偵探歌劇 少女福爾摩斯

#### LIVE幕間影像
2011年
- LoveLive！（2011年—）

2017年
- Love Live！Sunshine!!（2017年—）

## 腳註

## 相關項目
- 日本小說家列表（日语：日本の小説家一覧）
- 輕小說作家列表（日语：ライトノベル作家一覧）